# Trudering-Riem
Trudering-Riem è uno dei distretti in cui è suddivisa la città di Monaco di Baviera, in Germania. Viene identificato col numero 15.

## Geografia fisica
Il distretto si trova nella parte est della città.

### Suddivisione
Il distretto è suddiviso amministrativamente in 2 quartieri (Bezirksteile):
1. Westend
2. Schwanthalerhöhe